# Pulau Tioman

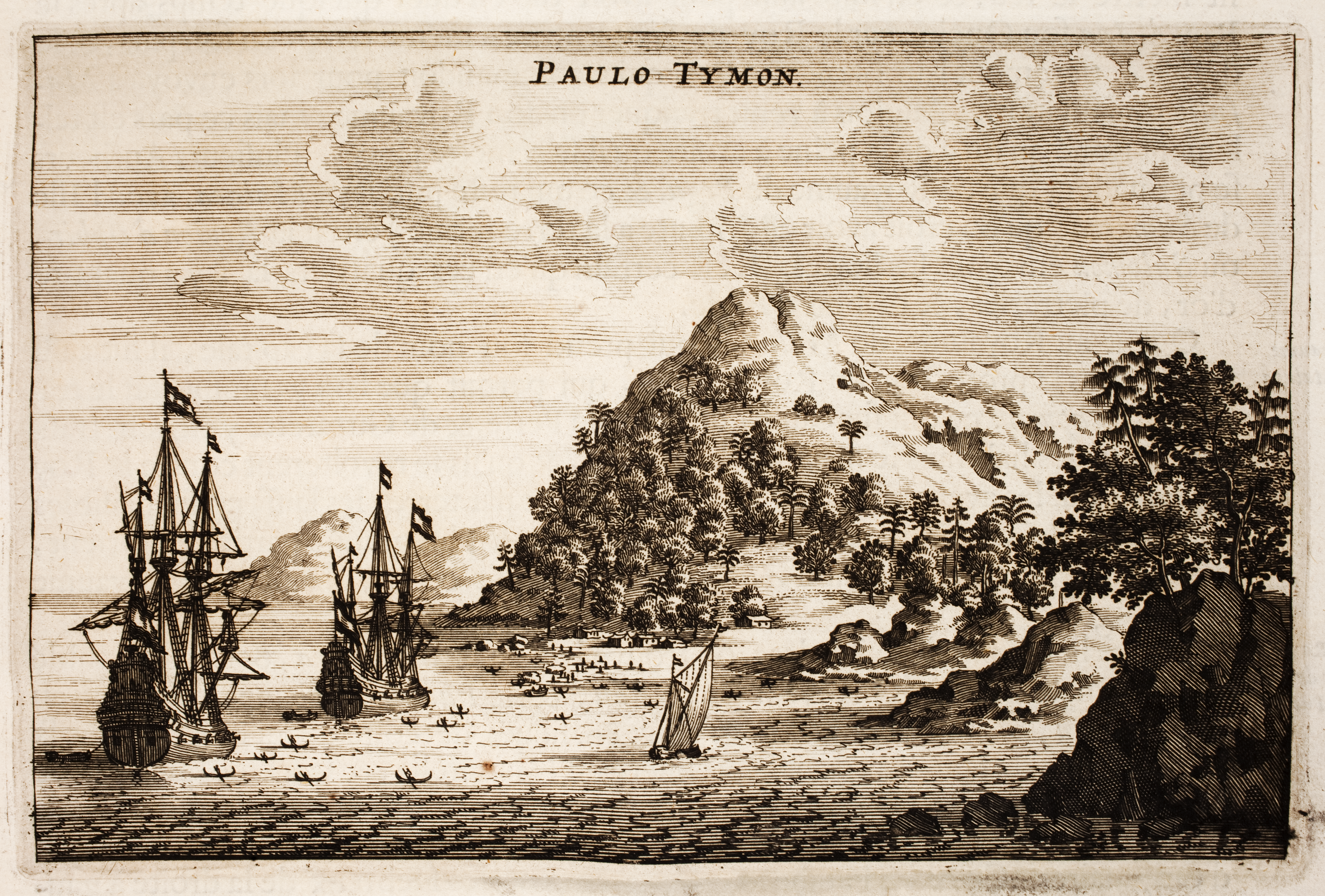
"Paulo Tymon", Nieuhof: Ambassade vers la Chine, 1665

Pulau Tioman ist eine malaiische Insel im Südchinesischen Meer. Sie liegt etwa 50 km östlich vor dem Festland der malaiischen Halbinsel. Auf Tioman befinden sich mehrere Dörfer, die größtenteils aus kleinen, einfachen Hütten für Touristen bestehen und nur über das Wasser oder Wanderwege durch den Dschungel erreichbar sind.
Auf der Insel, die zum Bundesstaat Pahang gehört, gibt es nur eine Straße und wenige Autos und Motorräder. Der kleine Flughafen der Insel wurde 2014 geschlossen. Zu erreichen ist die Insel mit einer der zahlreichen Fähren, die den ganzen Tag zwischen Tioman und Mersing pendeln (Monsun-Zeit: 1× täglich). Zu dem Fährhafen in Mersing gibt es regelmäßige Busverbindungen aus Kuala Lumpur, Johor Bahru und Singapur. Eine direkte Fährverbindung mit Singapur wurde jedoch eingestellt.
Das Innere der 39 km langen und 12 km breiten Insel ist ein Naturreservat, bedeckt mit tropischem Dschungel. Der höchste Punkt ist der Berg Gunung Kajang (1038 m). Um die Insel verteilt gibt es einige Tauchgebiete, die durchaus interessant, aber nicht mit den Revieren auf den Malediven oder dem Roten Meer vergleichbar sind. In der Nähe gibt es auch einige Wracks aus dem Zweiten Weltkrieg, wie die Prince of Wales oder die Repulse. Diese liegen in einer Tiefe von 50 bis 70 Meter und sind somit technischen Tauchern vorbehalten.

## Geschichte
Durch seine hohen Berge und seine Lage 30 km vor der Küste war Tioman lange Zeit eine wichtige Zwischenstation für den Handel von Thailand zu den indonesischen Inseln wie Java. Schon in dem arabischen Buch Akbar as Sin wa'l Hind (dt. Geschichte aus China und Indien) geschrieben 1000 n. Chr. wird die Insel als Frischwasserquelle erwähnt.  Auch chinesische Quellen wie die Wubeizhi-Karten (ca. 1620) zeigen die Insel. Sie beruhen auf Berichten von Zheng He, der die Insel auch besucht haben soll. Bekannt ist auch, dass ab dem 15. Jahrhundert portugiesische und niederländische Schiffe hier Station machten, und dass Willem Jansz im Jahre 1602 auf dem Weg von China nach Bantam hier war. So findet man die Insel später auf niederländischen Karten des Jan van Doetichum. 1693 machte auch Engelbert Kaempfer als  Buchhalter auf der De Waelstrom dort Station.

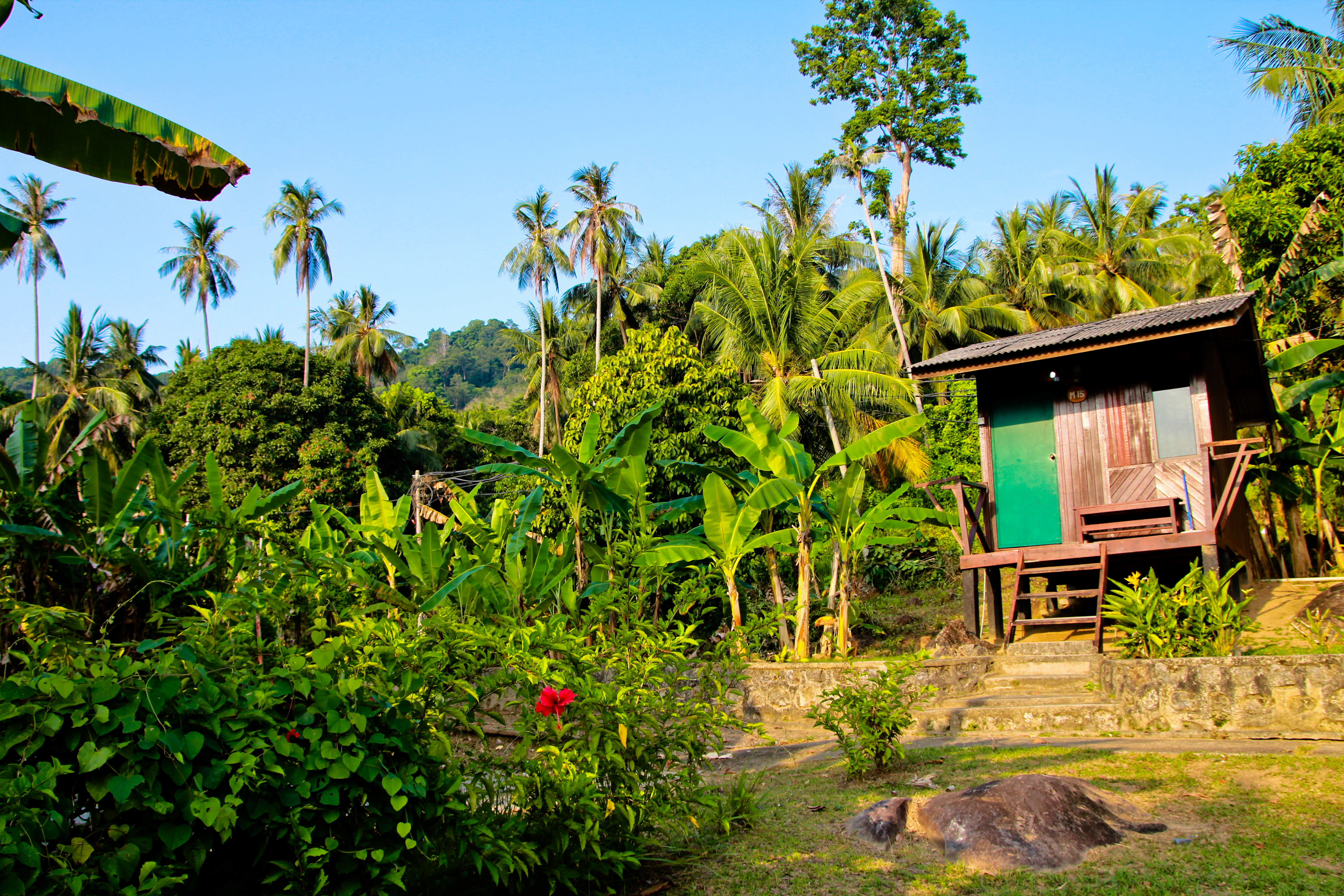
Typische Touristen-Unterkunft
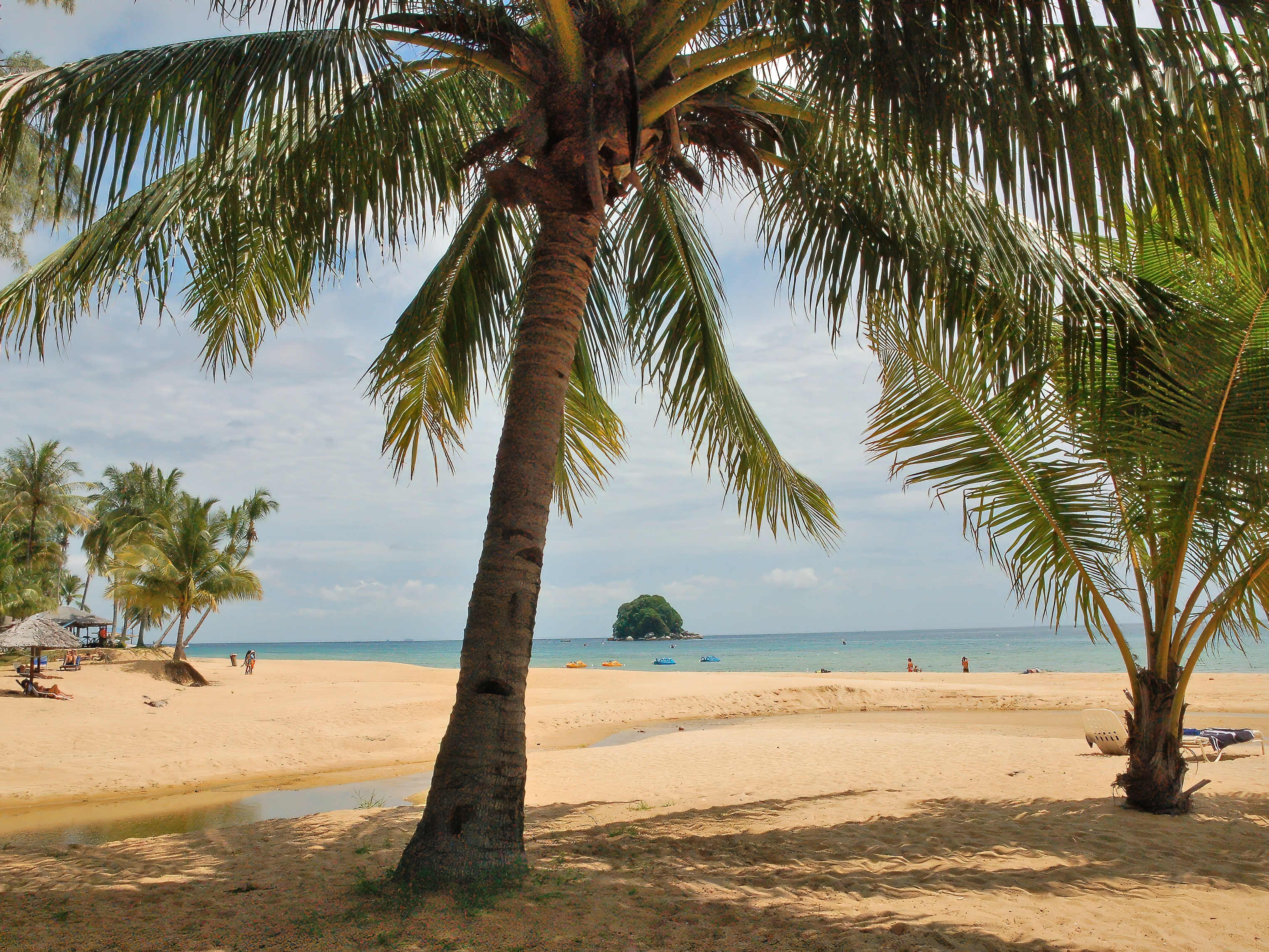
Strand von Mentawak
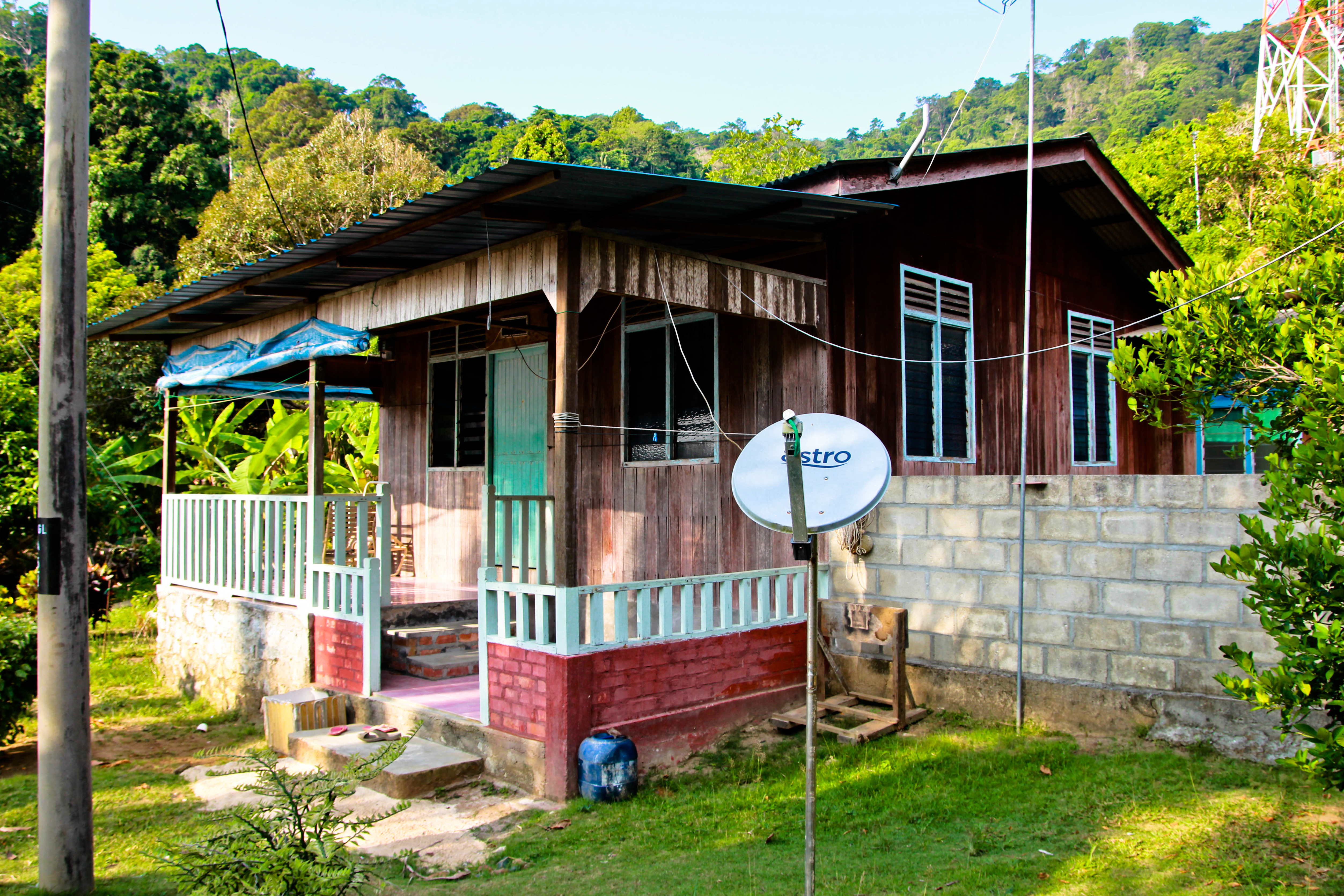
Hütte des Dorfes Salang
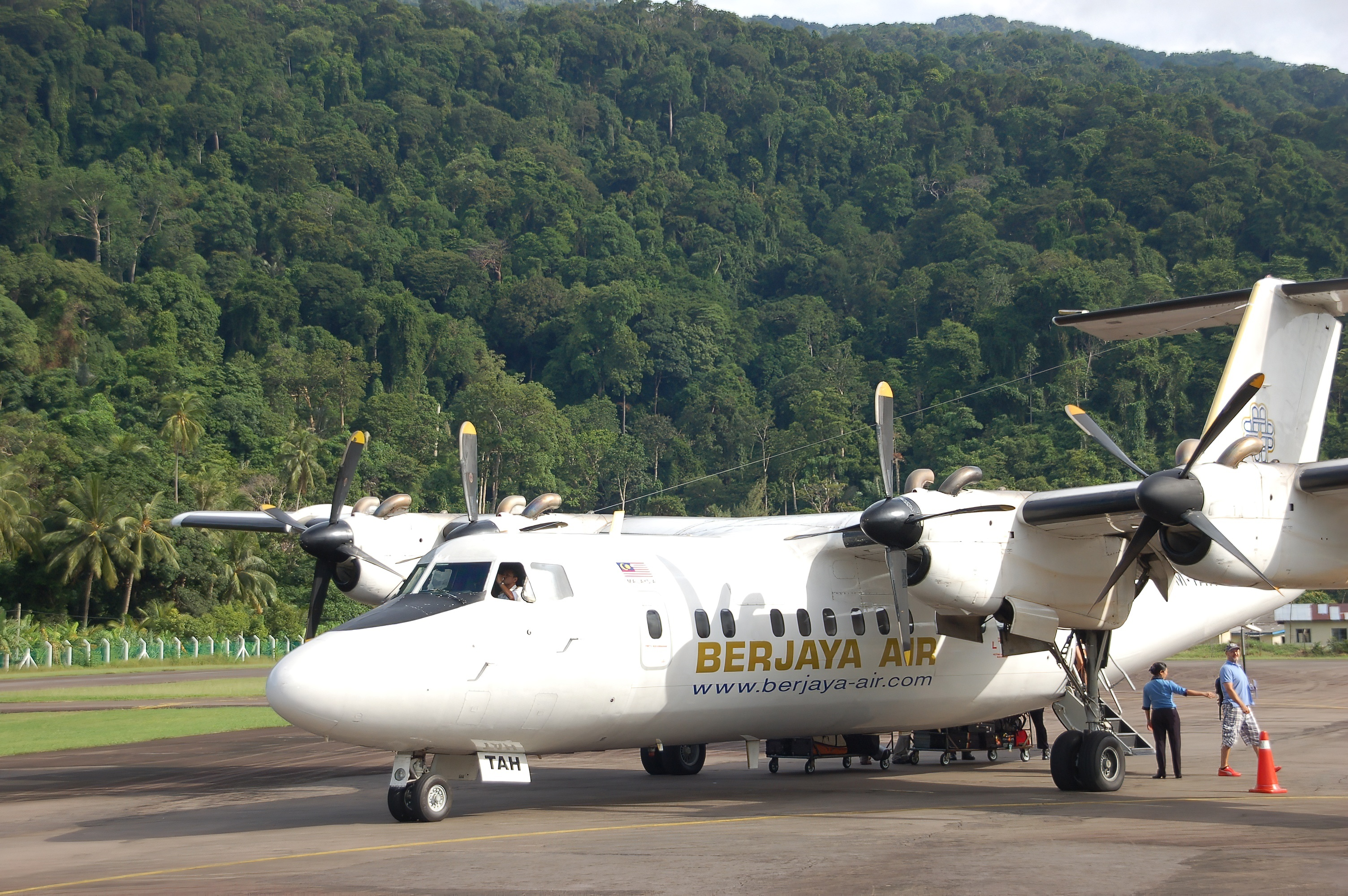
Pulau Tioman Airport

## Sonstiges
Bekannt wurde die Insel durch den Hollywood-Film South Pacific, der dort 1958 gedreht wurde.